# Rhipsalis grandiflora
Rhipsalis grandiflora là một loài thực vật có hoa trong họ Cactaceae. Loài này được Haw. miêu tả khoa học đầu tiên năm 1819.